# 福建省泉州第一中学
24°55′09″N 118°35′11″E / 24.919153°N 118.586512°E
福建省泉州第一中学，简称泉州一中，福建省泉州市的一所中学，校训“敦品力学”、辦學主題“以质量求发展，以特色创一流”、校風“严谨、勤奋、求实、进取”。学校前身为明朝嘉靖八年“一峰书院”，已有五百年历史。1942年改为普通中学至今。2002年3月被被泉州市政府評為第八屆文明學校，也被中國教育部評為“现代教育技术实验学校”。

## 歷史沿革
泉州第一中学自1529年（明朝嘉靖八年）書院起建至2008年，近500年間經過12次的校名更迭。其校名變更次序如次所列：
1. 一峰书院（1529年—1628年）（山长张岳、明兵部右侍郎、湖广川贵总督、理学家）
2. 清源书院（1628年—1750年）（东阁大学士蒋德来此讲学）
3. 梅石书院（1750年—1923年）
4. 泉州农校（1923年—1928年）
5. 泉州乡村师范学校（1928年—1931年）
6. 昭昧国立专科学校（1931年—1942年4月）（校长吴钟善、经济科、吴鲁状元之子）
7. 晋江县立初级中学（1942年4月—1947年）（改为普通中学）
8. 晋江县立中学（1947年—1952年）（增设高中）
9. 泉州第一中学（1952年—1971年）
10. 反修中学（1971年—1972年）（与华侨中学合并）
11. 泉州第一中学（1972年—2001年7月）（1994年被省教委确定为福建省一級達標中學）
12. 泉州第一中学（高中部2001年7月）（与华侨中学合并）[1]

## 外部連結
- 泉州第一中学